# (33594) Ralphlawton
(33594) Ralphlawton est un astéroïde de la ceinture principale.

## Description
(33594) Ralphlawton est un astéroïde de la ceinture principale. Il fut découvert le 10 mai 1999 à Socorro (Nouveau-Mexique) par le projet LINEAR. Il présente une orbite caractérisée par un demi-grand axe de 2,49 UA, une excentricité de 0,19 et une inclinaison de 7,8° par rapport à l'écliptique.